# 올란초주

올란초 주의 위치

올란초주(스페인어: Olancho)는 온두라스 남동부에 위치한 주로 주도는 후티칼파이며 면적은 24,351km2, 인구는 458,365명(2005년 기준)이다. 1825년에 신설되었으며 23개 지방 자치체를 관할한다. 온두라스에서 면적이 가장 넓은 주이며 니카라과와 국경을 접하고 있다.